# Istakhr
Istakhr (in persiano ﺍﺳﺘﺨﺮ‎, Estakhr) è stata un'antica città situata nell'Iran meridionale, nella provincia di Fars, cinque chilometri a nord di Persepoli. Fu una città assai prospera durante l'epoca persiana achemenide.

## Storia
Inizialmente, Istakhr fu una città achemenide e per un certo periodo fu capitale sasanide durante il regno di Ardashir I, prima che la capitale fosse trasferita a Ctesifonte. Durante il periodo sasanide il tesoro imperiale sasanide, conosciuto come ganj-e shāhīgān, si dice si trovasse a Istakhr.
Nel 915-16, Masʿūdī stesso vide in una casa di Istakhr, posseduta da un nobile persiano, "il più lungo e assai raffinato manoscritto" di un'opera copiata nel 731 dai documenti originali del tesoro imperiale.
Istakhr bruciò totalmente durante la conquista islamica della Persia. Dopo essere stata ricostruita, la città perse importanza a causa della concorrenza della vicina Shiraz. Oggi sopravvivono solo i suoi resti archeologici.